# Knight of Cups
Pour plus de détails, voir Fiche technique et Distribution.
Knight of Cups est un film américain écrit et réalisé par Terrence Malick, sorti en 2015.
Le film est sélectionné pour être projeté en compétition à la Berlinale 2015. Il a été aussi présenté en avant-première à l'occasion du 41e festival de Deauville.

## Synopsis
Knight of Cups raconte l'histoire d'un homme perdu. Un scénariste en crise « esclave du système d'Hollywood », selon Malick.

## Fiche technique
- Titre original et français : Knight of Cups
- Titre québécois : Le Cavalier de coupe
- Réalisation : Terrence Malick
- Scénario : Terrence Malick
- Direction artistique : Jack Fisk
- Décors : Ruth De Jong
- Costumes : Jacqueline West
- Montage : Mark Yoshikawa
- Musique : Hanan Townshend
- Photographie : Emmanuel Lubezki
- Son : Joel Dougherty
- Production : Nicolas Gonda, Sarah Green, Ken Kao et Daniel Newman
- Sociétés de production : Dogwood Films et Waypoint Entertainment
- Sociétés de distribution :  : FilmNation
- Budget :
- Pays d’origine :  États-Unis
- Langue originale : Anglais
- Format : couleur - 2,35:1 - son Dolby numérique
- Genre : Drame, romance et fantastique
- Durée : 118 minutes
- Dates de sortie :
- Allemagne : 2015 (Berlinale 2015)
- France : 25 novembre 2015[2]
- États-Unis : 4 mars 2016[3]

## Distribution
Sauf indication contraire, les informations mentionnées dans cette section peuvent être confirmées par la base de données cinématographiques IMDb,  présente dans la section « Liens externes ».
- Christian Bale (VF : Laurent Natrella) : Rick
- Cate Blanchett (VF : Déborah Perret) : Nancy
- Natalie Portman (VF : Sylvie Jacob) : Elizabeth

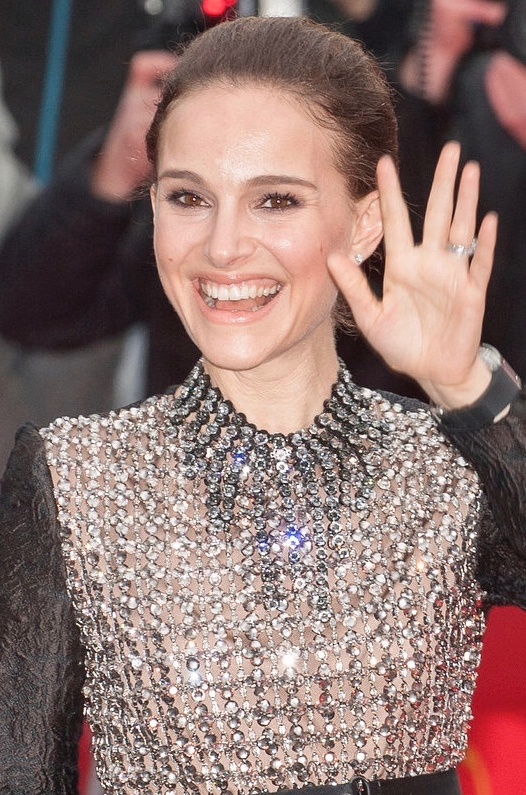
L'actrice Natalie Portman pour la présentation du film à la Berlinale 2015.

- Brian Dennehy (VF : Vincent Grass) : Joseph, le père de Rick et Barry
- Antonio Banderas (VF : Bernard Gabay) : Tonio
- Wes Bentley (VF : Damien Boisseau) : Barry, le frère de Rick
- Freida Pinto (VF : Véronique Volta) : Helen
- Isabel Lucas : Isabel
- Teresa Palmer (VF : Marie-Eugénie Maréchal) : Karen
- Imogen Poots (VF : Karine Foviau) : Della
- Peter Matthiessen (VF : Michel Bedetti) : Christopher
- Armin Mueller-Stahl (VF : Georges Claisse): Fr. Zeitlinger
- Cherry Jones : Ruth
- Michael Wincott (VF : Michel Vigné) : Herb
- Kevin Corrigan : Gus
- Jason Clarke : Johnny
- Joel Kinnaman : Errol
- Clifton Collins Jr. (VF : Vincent Ropion) : Jordan
- Nick Offerman : Scott
- Dane DeHaan : Paul
- Shea Whigham : Jim
- Ryan O'Neal : Ryan
- Bruce Wagner (VF : Jean-Louis Faure) : Bud Wiggins
- Nicky Whelan : Nicky
- Joe Manganiello : Joe
- Katia Winter : Kate
- Nick Kroll : Nick
- Sergueï Vladimirovitch Bodrov : Sergueï
- Patrick Whitesell (VF : Alexandre Gillet) : l'agent artistique de Rick
- Ben Kingsley (VF : Féodor Atkine) : le 1er narrateur (voix)

 Source et légende : version française (VF) sur RS Doublage et selon le carton du doublage français sur le DVD zone 2.

## Analyse
Plusieurs références au cartes du tarot sont présentes, dans le titre du film — Knight of Cups fait référence au cavalier de coupe — ou les intitulés des parties : La Lune, Le Frère, L'Ermite, La Tour.
Le film référence à plusieurs reprises le Chant de la Perle, l'un des plus fameux poèmes de la littérature syriaque et gnostique,.

## Autour du film
- Rooney Mara s'est vue proposer un rôle dans le film mais le déclina. Néanmoins elle tournera sous la direction de Terrence Malick dans Song to Song, tourné en parallèle.
- Le film utilise comme leitmotiv musical le début d'Exodus de Wojciech Kilar.